# Xã Sumner, Quận Spink, Nam Dakota
Xã Sumner (tiếng Anh: Sumner Township) là một xã thuộc quận Spink, tiểu bang Nam Dakota, Hoa Kỳ. Năm 2010, dân số của xã này là 11 người.